# Райфенштайн (замок, Италия)
Райфенштайн (нем. Burg Reifenstein, итал. Castel Tasso) – средневековый замок в северной Италии. Расположен на скалистом холме в долине Виппталь в коммуне Кампо-ди-Тренс (Фрайенфельд), недалеко от города Випетино (Штерцинг), в провинции Южный Тироль (Больцано), в регионе Трентино-Альто-Адидже. По своему типу комплекс относится к замкам на вершине. На противоположной стороне долины в зоне прямой видимости находится замок Шпрехенштайн.

## Расположение
Замок находится на старинном торговом маршруте из Центральной Европы на юг на Апеннинский полуостров и обратно. Узкие проходы между высокими горными массивами позволяли легко контролировать этот путь с помощью каменных укреплений, построенных на скалистых возвышениях. Одним из них и стал замок Райфенштайн, построенный на каменной возвышенности в западной части долины Виппталь.

## История

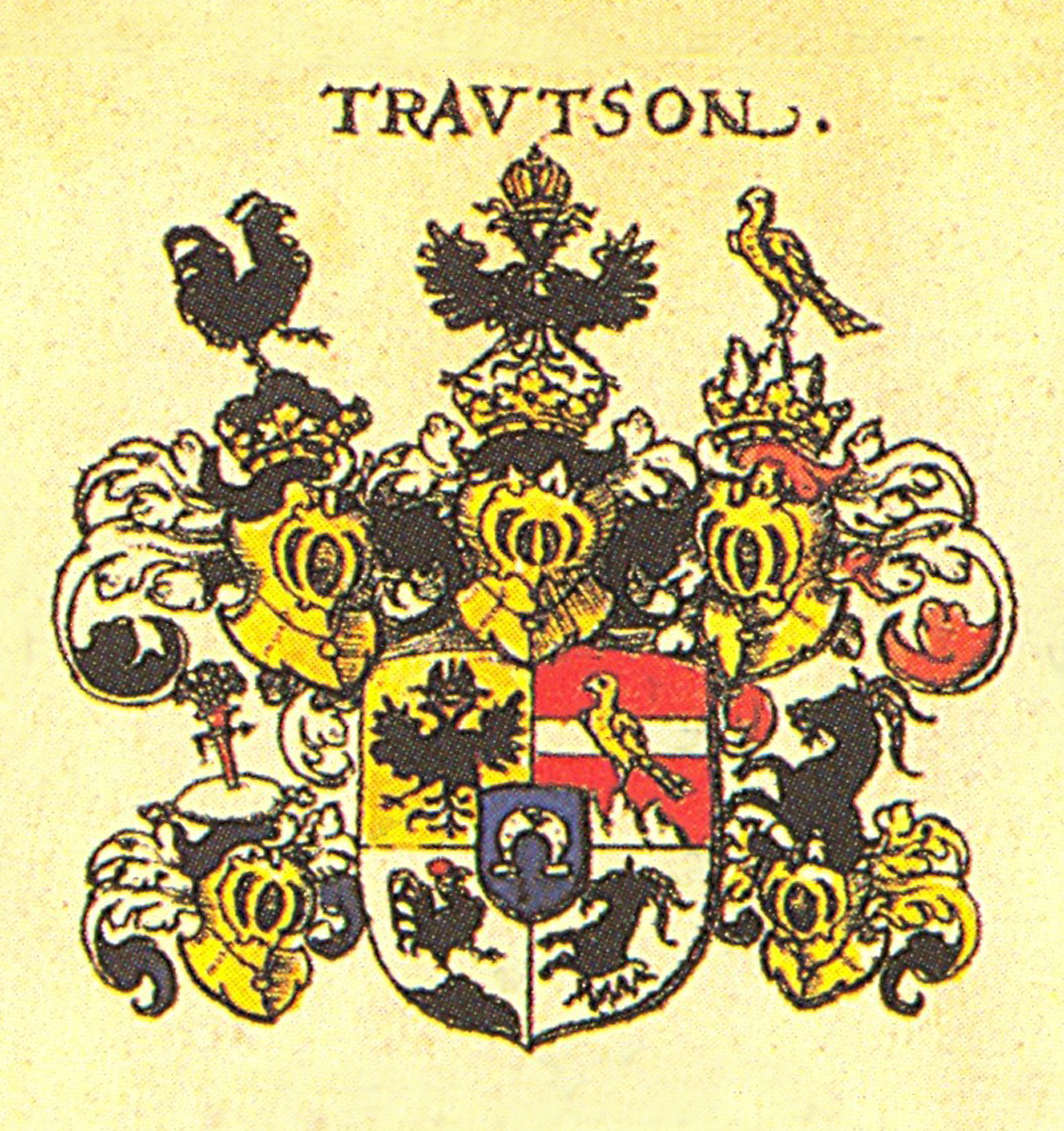
Герб дворянского рода Траутсон (дворянский род)

Высока вероятность, что укрепления в данном месте существовали ещё в эпоху Античности. Во времена Римской империи здесь проходила важная дорога из Рима в город Augusta Vindelicorum (современный Аугсбург). Но достоверных сведений об этом не сохранилось.
Первое упоминание о средневековом замке относится к началу XII века. Согласно документам в 1110 году укрепление в месте было передано в феодальное владение графами фон Брикс рыцарскому роду министериалов фон Штильфес-Райфенштайн-Вельсберг. Через 70 этот клан пресёкся по линии. В результате 1189 (по другой версии в 1190-м) году крепость перешла во владение семьи фон Траутсон. Представители этой фамилии оставались кастелянами Райфенштайна до начала XV века.
Около 1405 года замок (а главное — прилегающие земли) перешли под контроль семьи фон Зэбен (в настоящее время их бывшая родовая резиденция — монастыря Зэбен). Однако примерно через 60 лет и этот род пресёкся. 

### ЭпохаРенессанса

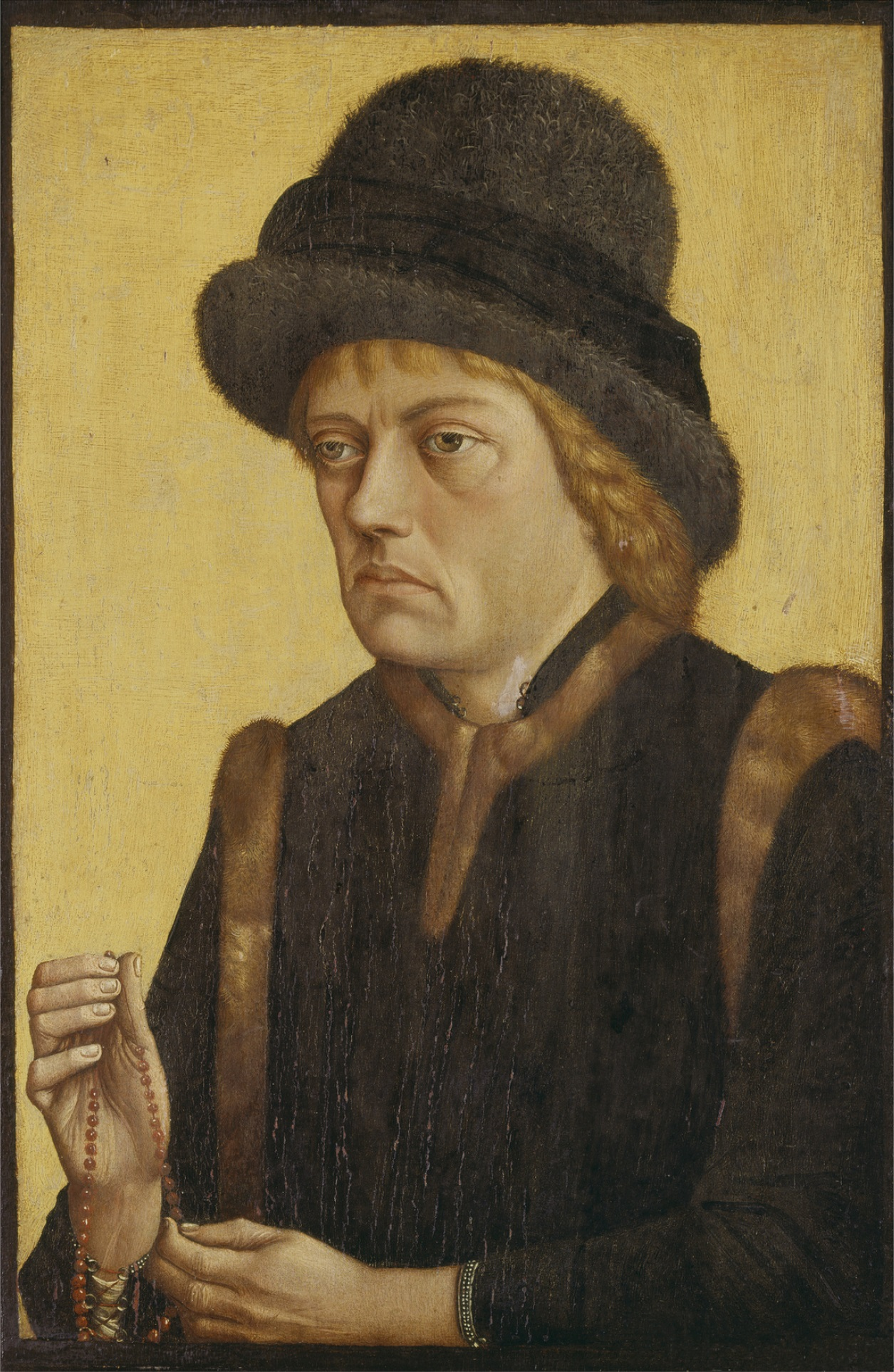
Эрцгерцог Зигмунд Австрийский

В 1470 году герцог эрцгерцог Зигмунд Австрийский продал феод магистру Тевтонскому ордену Генриху Реффле фон Рихтенбергу. Поместье более чем на три столетия стало одним из комтурств знаменитого братства. Выгодное расположение приносило ордену хорошие доходы. Одновременно рыцари-монахи внимательно следили за состоянием комплекса. Крепость регулярно модернизировалась. В случае необходимости производился полноценный ремонт. В сохранялся вид классической средневековой крепости. При этом на протяжении всего своего существования Райфенштайн ни разу не был завоёван ни в ходе осады, ни во время штурма. В итоге комплекс прекрасно сохранился и стал одним из немногих фортификационных сооружений региона, дошедших до настоящего времени в прекрасной сохранности. Он считается лучшим образцом замковой архитектуры в Южном Тироле.

### XIX-XX века
В 1814 году в ходе 

Герб рода Турн-и-Таксис

секуляризации в судьбе Райфенштайна произошли серьёзные изменения. После завершения Наполеоновских войн в Европе происходил передел прежних владений. Итоги Венского конгресса затронули и Южный Тироль. 

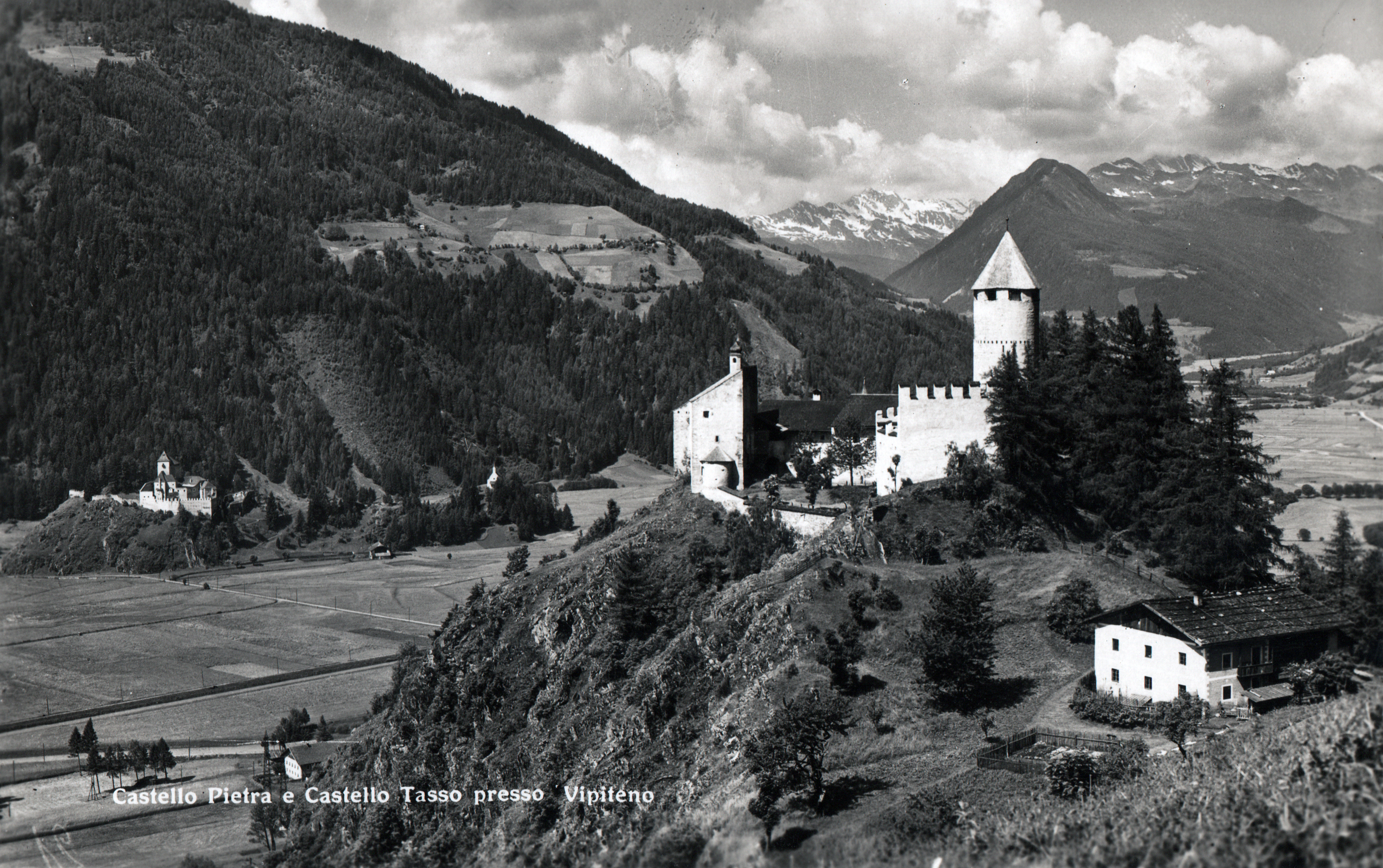
Замок на фотографии 1938 года

Собственником замка и прилегающих территорий стала инсбрукская линия влиятельного рода Турн унд Таксис. Главной резиденцией семьи  с 1729 по год был замок Нойхаус-на-Дунае. До 1769 года представители рода управляли тирольской почтой. В последующем в ходе сложных переговоров род Турн унд Такис в качестве компенсации за утрату прежних привилегий в почтовой службе получил от правительства Королевства Бавария замок Райфенштайн. С той поры комплекс остаётся во владении этой семьи.

## Описание

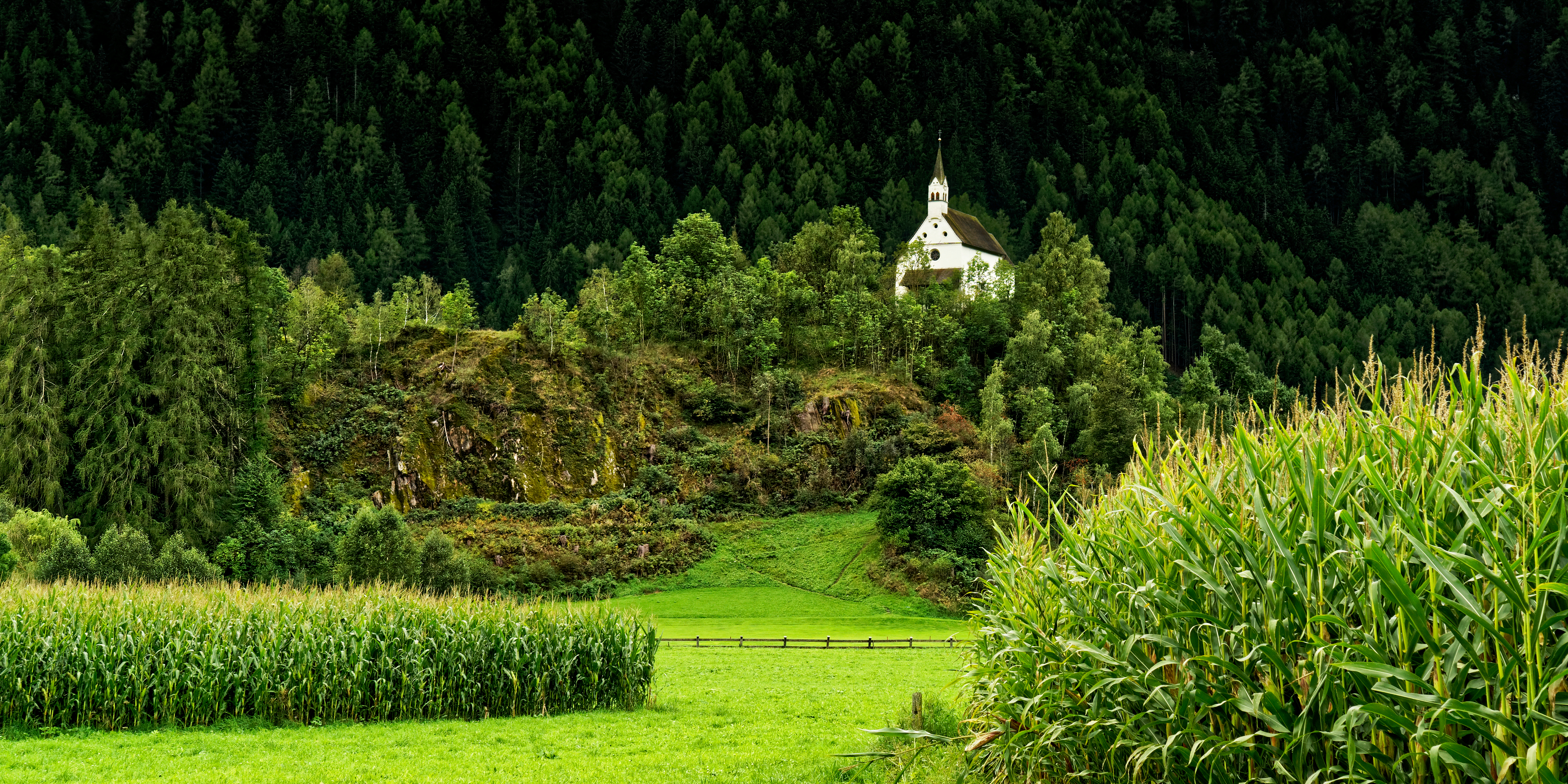
Часовня Святого Зенона на замковой горе

Строительство полноценного замка завершилось в 1110 году. В ту эпоху была возведена мощная квадратная каменная башня. Территорию вокруг неё обнесли кольцевой стеной. В образовавшемся пространстве появились конюшни, кузница, склады и другие хозяйственные объекты. 
Единственный вход в замок имелся в южной части кольцевой стены. Там был более пологий склон. С других сторон возвышенность окружали почти вертикальные каменные стены естественного происхождения. Перед главным входом построили подъёмный мост. В случае опасности вход перекрывала массивная решётка. Со временем перед южными воротами образовался форбург. Эту часть внешних укреплений также обнесли кольцевой стеной.
К началу эпохи ренессанса владельцы средневековых замков начали массово перестраивать свои крепости в более комфортабельные резиденции. Прежние суровые твердыни стали сменяться респектабельными дворцово-замковыми комплексами. Изменения затронули и Райфенштайн. Прежний бергфрид стал частью жилого комплекса. 
В обновлённом сооружении нашлось место уютным хозяйским спальням, гостевым комнатам, бане, а также хорошо оборудованной кухне. Одним из главных помещений стал так называемый Зелёный зал. Это пространство выполняло функции Рыцарского зала. Здесь по воле собственников замка лучшие художники, резчики по камню и скульпторы украсили помещение фресками и барельефами. Отделка производилась в позднеготическом стиле.
Также на замковом холме находится небольшая церковь Святого Зенона. В 1996 году в ходе реставрации под зданием были обнаружены деревянные гробы IV-VIII веков, характерные знатных для жителей Баварии той эпохи.

## Современное использование
Замок находится в частной собственности рода фон Турн унд Таксис. Посещение комплекса возможно лишь по согласованию с владельцами.

## Галерея

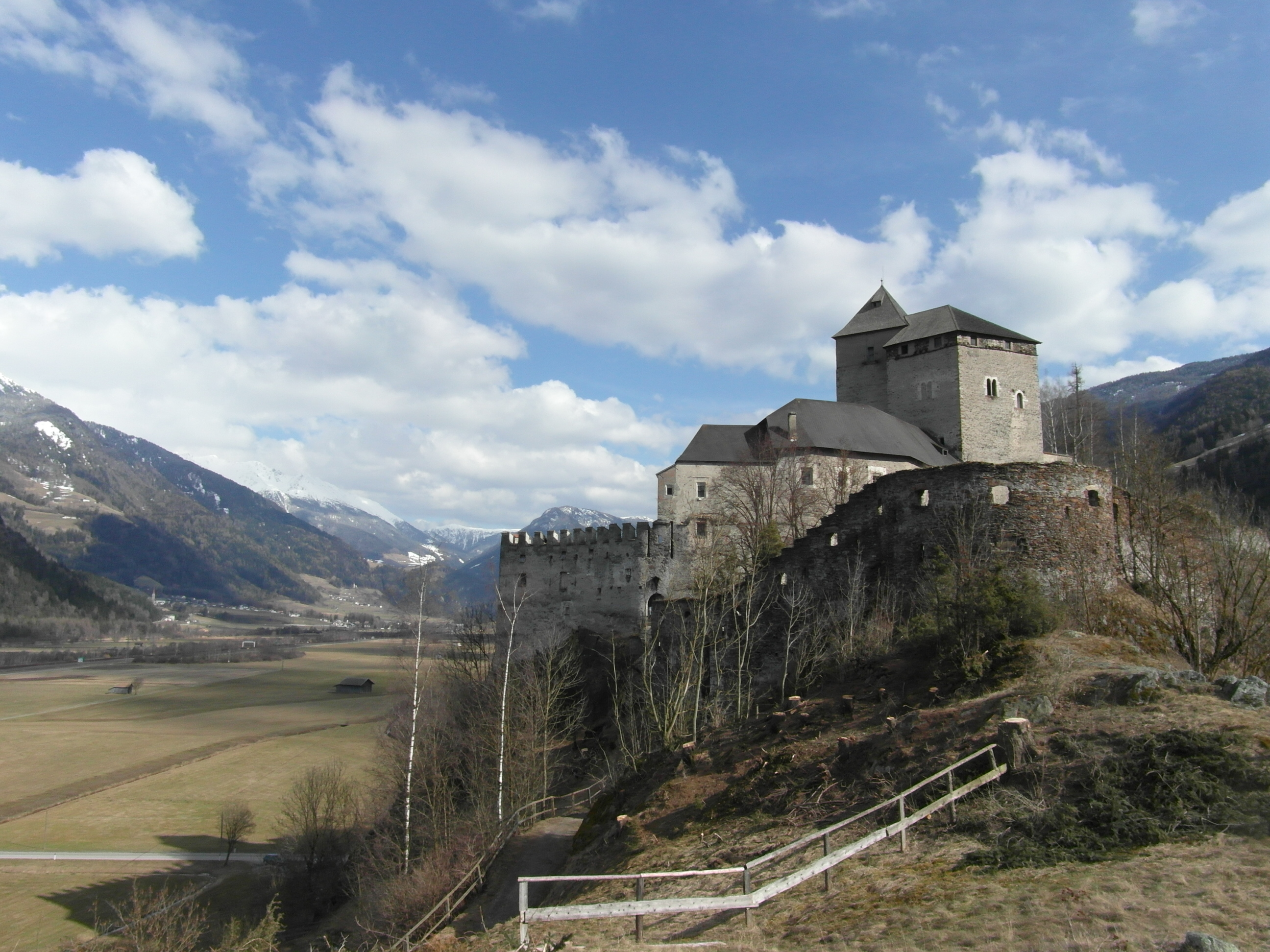
Вид замка с северной стороны
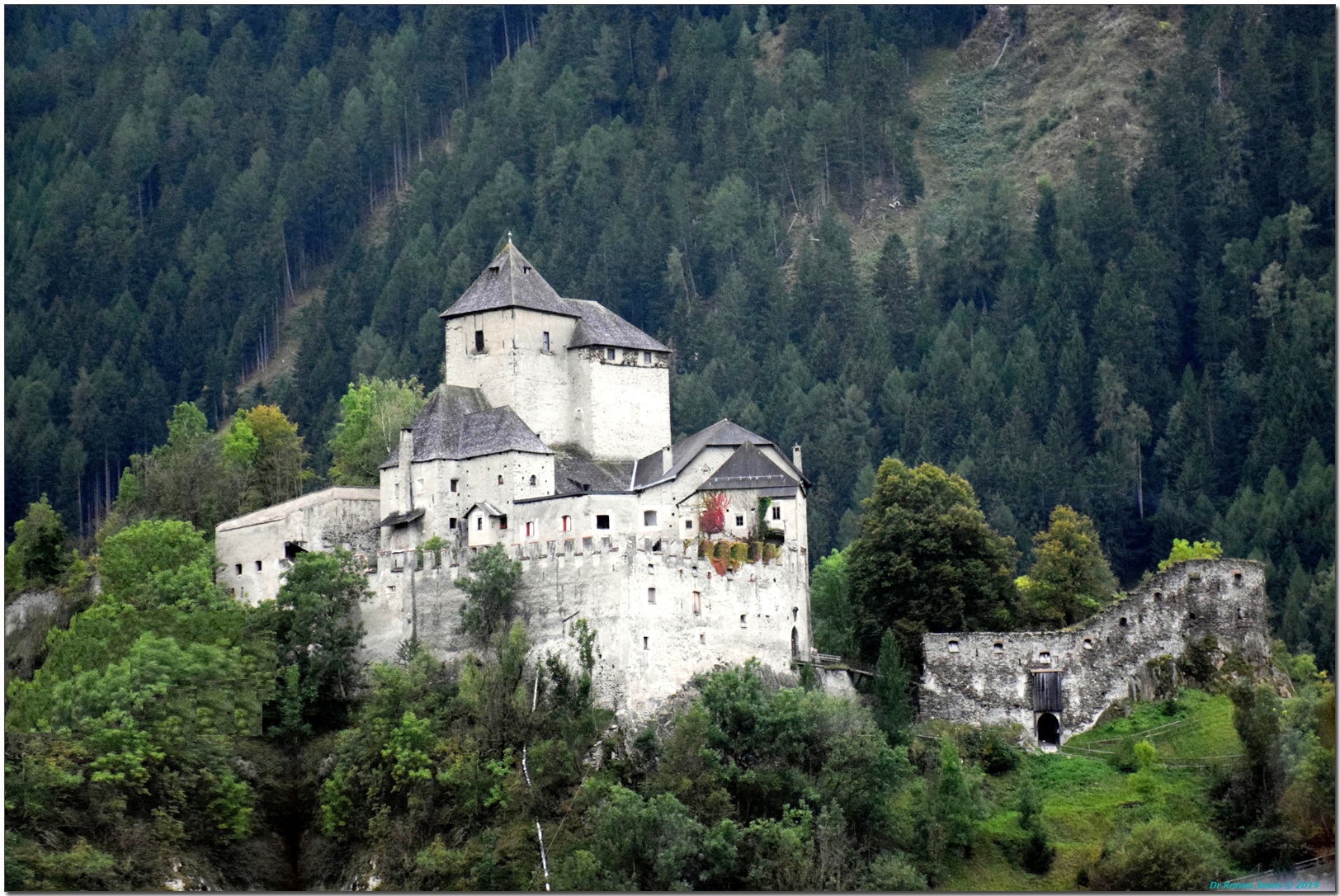
Замок со стороны долины
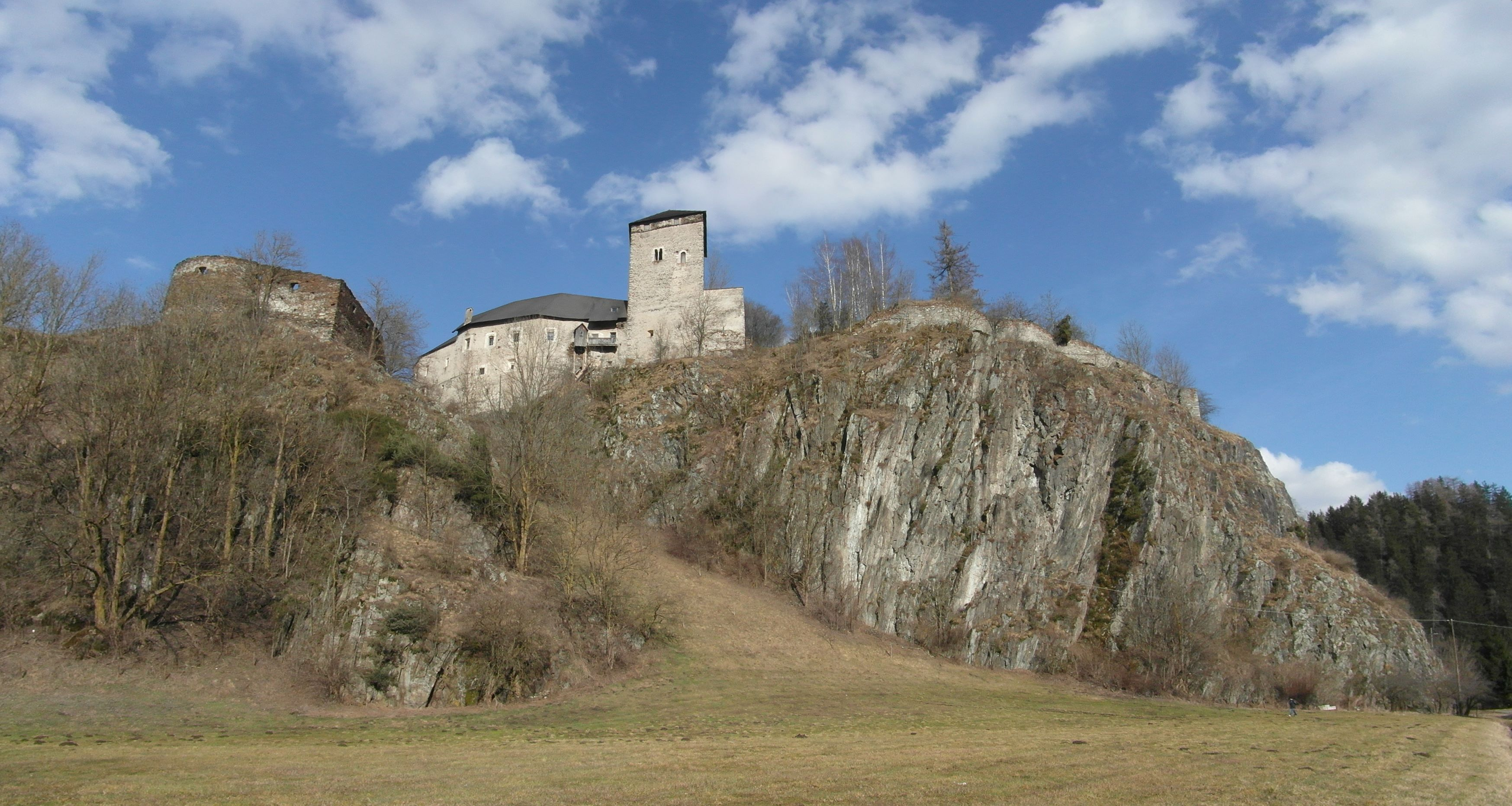
Вид замка с южной стороны
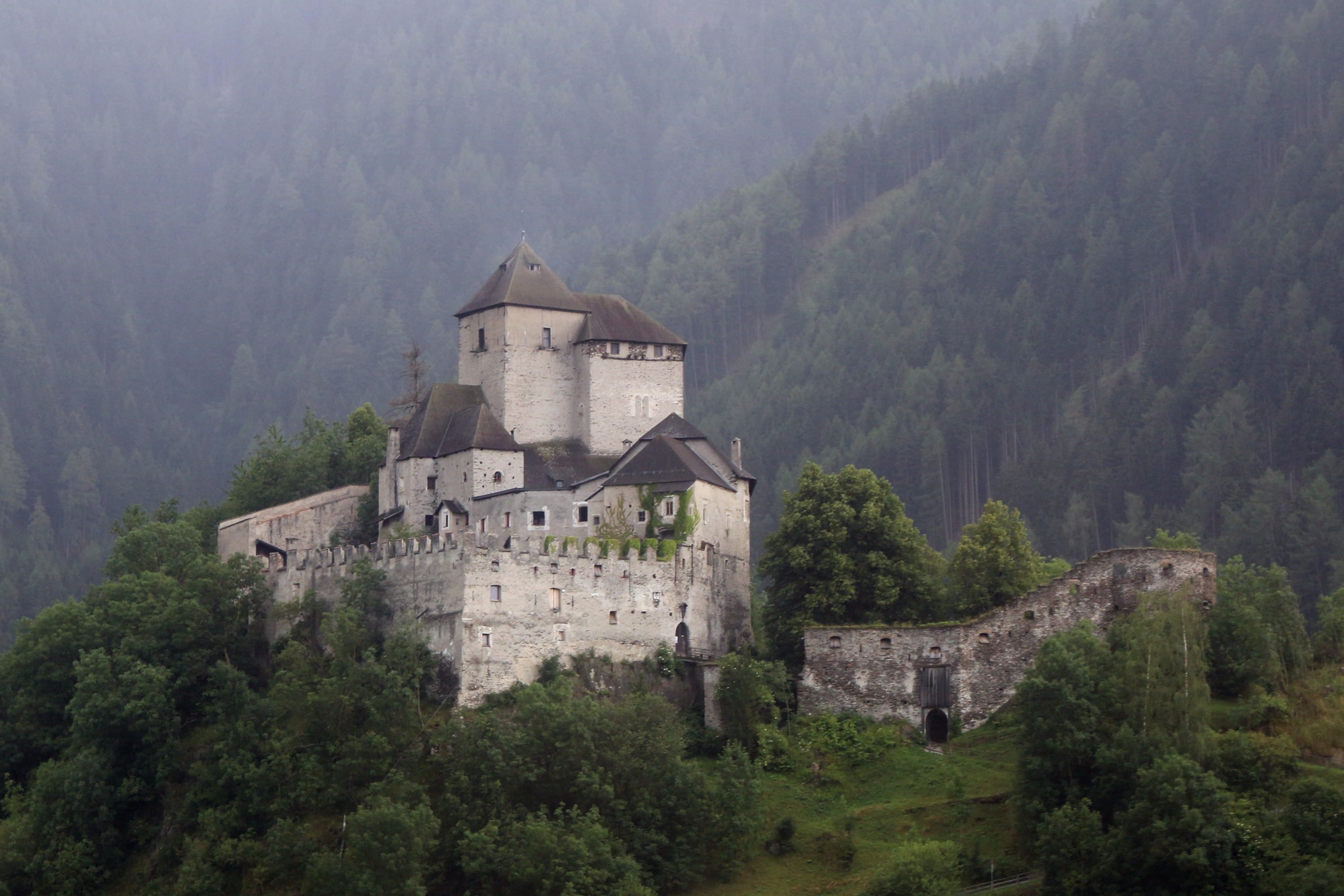
Вид замка с южной стороны
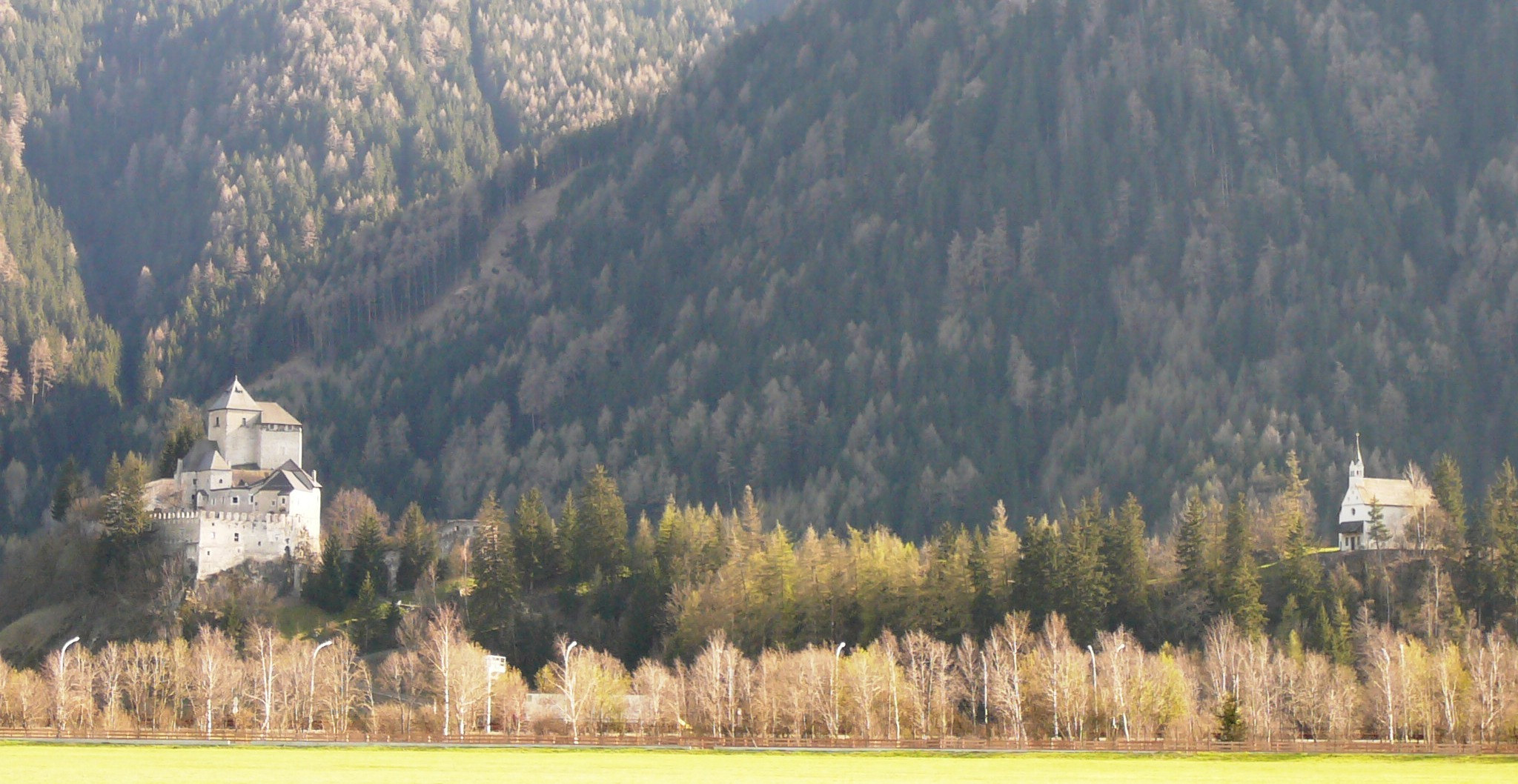
Замки Райфштайн (слева) и Шпрехенбург (справа) на одном снимке